# Sofioter Ringstraße
Die Sofioter Ringstraße (bulgarisch Софийски околовръстен път/Sofijski okolowrasten pat) ist eine Außenringstraße, die heute die bulgarische Hauptstadt Sofia als Umgehungsstraße umgibt. Es handelt sich um eine wichtige Verkehrsader, die Sofia vollständig umrundet und eine Länge von ungefähr 60 km hat. Früher wurde die Ringstraße als „Ring-Chaussee“ (bulg. Околовръстно шосе/Okolowrastno schose) (also Landstraße) bezeichnet.

## Verlauf
Die Ringstraße umrundet die Stadt meistens außerhalb des Stadtgebietes. Anfang, bzw. Ende bei Kilometer 0 ist die Kreuzung mit der Republikstraße I-1 in Knjaschewo, die Kilometrierung erfolgt im Uhrzeigersinn.
Die Ringstraße ist in zwei Hauptabschnitte unterteilt:
- Nordteil (Severna daga) nördlich der Schnellstraße Severna skorostna tangenta (Sofioter Nordtangente) (33 km) – von der A1 "Trakija" im Südosten mit einem breiten Bogen nach Norden zum Autobahnkreuz mit der zukünftigen A6 nach Kalotina und Serbien

- Südteil (Juschna daga) (27 km) – von der A1 "Trakija" südlich von Sofia am Fuße des Witoschagebirges entlang bis zu den Stadtbezirk Ljulin im Westen.

Im Bereich Obelja / Ljulin ist ein Autobahnkreuz errichtet worden, an dem die Verbindung mit der Autobahn A3 Struma nach Süden (Richtung griechische Grenze) erfolgt. Ein Autobahnkreuz entsteht auch mit der Autobahn A6 Europa zum serbischen Grenzübergang Kalotina.

## Ausbau
Der Stadtring ist nicht durchgängig als Autobahn ausgebaut, viele Kreuzungen sind noch niveaugleich und werden mit Ampeln geregelt.
Die Ringstraße soll in mehreren Etappen verbreitert und kreuzungsfrei gemacht werden, wofür 300 Millionen Euro veranschlagt wurden (4 bis 5 Millionen Euro je Kilometer). Gegenwärtig ist sie meist zweispurig. In den Abschnitten Boulevard Balgaria – Boulevard Zarigradsko Chaussee – Boulevard Botewgradsko Chaussee sowie im Westteil zwischen Boulevard Sliwniza und dem Autobahnkreuz mit Autobahn Struma sind die Bauarbeiten bereits abgeschlossen. In der letzten Ausbaustufe soll der Sofioter Ring auf die gesamte Länge sechsspurig (drei Spuren je Richtung) ausgebaut sein.

## Städtebauliche Effekte
Zu beiden Seiten der Ringstraße sind rege Bauaktivitäten, wobei im Süden, am Fuße des Witoschagebirges, auf der Südseite hauptsächlich repräsentative Wohnanlagen gebaut werden. Unmittelbar an der Ringstraße entstehen sehr viele neue Gewerbeobjekte.
Außerhalb der Ringstraße, im Süden, Richtung Witoschagebirge, liegen vier Sofioter Stadtbezirke, die als „Witoscha-Kragen“ (bulg. „Витошка яка“/Witoschka jaka) bezeichnet werden. Dies sind die Stadtbezirke Knjaschewo, Bojana, Dragalewzi und Simeonowo. Im Westen liegen die drei Sofioter Stadtbezirke Gorna Banja, Suchodol und Filipowzi außerhalb der Ringstraße.

## Anbindungen
Folgende sternförmig aus dem Stadtzentrum kommenden Radial-Straßen kreuzen die Sofioter Ringstraße:
- Boulevard „Zarigradsko Chaussee“ (bulg. бул. „Цариградско шосе“) – die Fernstraße nach Plowdiw, Burgas und Istanbul – weiter als Autobahn A1 Thrakien
- Boulevard „Samokowsko Chaussee“ (bulg. бул. „Самоковско шосе“) – die Fernstraße nach Samokow (im Südosten)
- Boulevard „Aleksandar Malinow“ (bulg. бул. „Александър Малинов“)
- Boulevard „Sw. Kliment Ochridski“ (bulg. бул. „Св. Климент Охридски“)
- Boulevard „Simeonowsko Chaussee“ (bulg. бул. „Симеоновско шосе“) – (II-82) die Landstraße zum Sofioter Stadtviertel Simeonowo (im Süden)
- Boulevard Balgaria (bulg. бул. „България“)
- Boulevard „Zar Boris III.“ (bulg. бул. „Цар Борис III“)
- Boulevard „Zariza Yoanna“ (bulg. бул. „Царица Йоана“) – weiter als Autobahn A3 Struma (nach Süden).
- Boulevard „Sliwniza“ (bulg. бул. „Сливница“, ehem. Boulevard „Baba Paraschkewa“) – die Fernstraße nach Sliwniza (im Westen)
- Boulevard „Lomsko Chaussee“ (bulg. бул. „Ломско шосе“) – (II-81) die Fernstraße nach Lom (im Norden)
- Boulevard „Roschen“ (bulg. бул. „Рожен“)
- Boulevard „Wladimir Wasow“ (bulg. бул. „Владимир Вазов“)
- Boulevard „Botewgradsko Chaussee“ (bulg. бул. „Ботевградско шосе“) – die Fernstraße nach Botewgrad (im Norden) – weiter als Autobahn A2 Hemus